# Монле-ан-Осуа
Монле́-ан-Осуа́ (фр. Montlay-en-Auxois) — коммуна во Франции, находится в регионе Бургундия. Департамент коммуны — Кот-д’Ор. Входит в состав кантона Сольё. Округ коммуны — Монбар.
Код INSEE коммуны — 21434.

## Население
Население коммуны на 2010 год составляло 156 человек.
| 1962 | 1968 | 1975 | 1982 | 1990 | 1999 | 2010 |
| ---- | ---- | ---- | ---- | ---- | ---- | ---- |
| 216  | 155  | 134  | 113  | 120  | 151  | 156  |

## Экономика
В 2010 году среди 96 человек трудоспособного возраста (15—64 лет) 69 были экономически активными, 27 — неактивными (показатель активности — 71,9 %, в 1999 году было 64,9 %). Из 69 активных жителей работали 67 человек (40 мужчин и 27 женщин), безработных было 2 (1 мужчина и 1 женщина). Среди 27 неактивных 7 человек были учениками или студентами, 15 — пенсионерами, 5 были неактивными по другим причинам.